# Géder
Géder, właśc. Antonio Camilo Malta Géder (ur. 23 kwietnia 1978 w Recreio w stanie Minas Gerais) piłkarz brazylijski grający na pozycji środkowego obrońcy.

## Kariera klubowa
Géder jest wychowankiem klubu CR Vasco da Gama wywodzącego się z miasta Rio de Janeiro. W 1998 roku zadebiutował w jego barwach w lidze brazylijskiej. Nie grał jednak w wyjściowej jedenastce Vasco i był tylko rezerwowym. Miał też mały udział w wywalczeniu Copa Libertadores, a także mistrzostwa stanu Rio de Janeiro. Także w 1999 i 2000 roku Géder grał w małej liczbie meczów swojego klubu, a w tym okresie został mistrzem Brazylii (2000) oraz zdobył Copa Mercosur (2000). W 2001 roku Antonio był już podstawowym zawodnikiem Vasco, jednak ani w tym, ani w następnym sezonie nie osiągnął z tym klubem większych sukcesów. Przez 5 lat rozegrał 62 mecze dla Vasco i zdobył 1 gola.
W 2003 roku Géder wyjechał do Rosji i za 625 tysięcy euro przeszedł do tamtejszego Saturna Ramienskoje. W Saturnie był liderem środka obrony i w pierwszym sezonie gry zajął z nim 7. pozycję w Premier Lidze. W 2004 Saturn powtórzył to osiągnięcie, a w 2005 nie osiągnął większych sukcesów. Géder z czasem stał się nawet kapitanem klubu, stając się jednym z nielicznych obcokrajowców w Rosji pełniących tę funkcję.
W połowie 2006 roku Géder podpisał kontrakt ze Spartakiem Moskwa. Stołeczny klub zapłacił za niego 1,8 miliona euro. Swój pierwszy mecz w nowym klubie Brazylijczyk rozegrał 9 września, a Spartak zremisował w derbach Moskwy 2:2 z CSKA. W 2007 roku Brazylijczyk walczył o miejsce na środku obrony z Austriakiem Martinem Stranzlem i Rosjaninem Romanem Szyszkinem. W tamtym sezonie został wicemistrzem Rosji.
Na początku 2008 roku za 2,3 miliona euro Géder przeszedł do francuskiego Le Mans FC.
| Sezon   | Klub               | Kraj     | Rozgrywki     | Mecze | Bramki | Rozgrywki Europy   | Mecze | Bramki |
| ------- | ------------------ | -------- | ------------- | ----- | ------ | ------------------ | ----- | ------ |
| 1998    | CR Vasco da Gama   | Brazylia | Serie A       | 4     | 0      | -                  | -     | -      |
| 1999    | CR Vasco da Gama   | Brazylia | Serie A       | 12    | 0      | -                  | -     | -      |
| 2000    | CR Vasco da Gama   | Brazylia | Serie A       | 7     | 0      | -                  | -     | -      |
| 2001    | CR Vasco da Gama   | Brazylia | Serie A       | 16    | 0      | -                  | -     | -      |
| 2002    | CR Vasco da Gama   | Brazylia | Serie A       | 23    | 1      | -                  | -     | -      |
| 2003    | Saturn Ramienskoje | Rosja    | Priemjer-Liga | 26    | 0      | -                  | -     | -      |
| 2004    | Saturn Ramienskoje | Rosja    | Priemjer-Liga | 28    | 0      | -                  | -     | -      |
| 2005    | Saturn Ramienskoje | Rosja    | Priemjer-Liga | 19    | 2      | -                  | -     | -      |
| 2006    | Saturn Ramienskoje | Rosja    | Priemjer-Liga | 12    | 1      | -                  | -     | -      |
| 2006    | Spartak Moskwa     | Rosja    | Priemjer-Liga | 8     | 0      | Liga Mistrzów UEFA | 5     | 0      |
| 2007    | Spartak Moskwa     | Rosja    | Priemjer-Liga | 14    | 1      | Liga Europy UEFA   | 6     | 0      |
| 2007/08 | Le Mans FC         | Francja  | Ligue 1       | 15    | 0      | -                  | -     | -      |
| 2008/09 | Le Mans FC         | Francja  | Ligue 1       | 29    | 0      | -                  | -     | -      |
| 2009/10 | Le Mans FC         | Francja  | Ligue 1       | 14    | 0      | -                  | -     | -      |
| 2010    | Sport Recife       | Brazylia | Série A       | 2     | 0      | -                  | -     | -      |
| 2011    | Sport Recife       | Brazylia | Série A       | 0     | 0      | -                  | -     | -      |
| 2012    | Madureira EC       | Brazylia | Série C       | 0     | 0      | -                  | -     | -      |

Stan na: 19 sierpnia 2012 r.

## Kariera reprezentacyjna
W 2001 roku Géder dwukrotnie był powoływany do pierwszej reprezentacji Brazylii, jednak nie zdołał zaliczyć debiutu. W Rosji chodziły więc głosy o przyznaniu mu rosyjskiego obywatelstwa i powołaniu do tamtejszej reprezentacji.